# فيديريكو راسيك
فيديريكو راسيك (بالإسبانية: Federico Rasic)‏ (24 مارس 1992 بمار دل بلاتا في الأرجنتين - ) هو لاعب كرة قدم أرجنتيني في مركز الهجوم. لعب مع أرسنال ساراندي وأمكار بيرم وجيمناسيا لابلاتا.

## وصلات خارجية
- فيديريكو راسيك على موقع قاعدة بيانات كرة القدم.إي يو (الإنجليزية)
- فيديريكو راسيك على موقع Soccerway.com (الإنجليزية)